# Curt Clausen
Curt Clausen (Trenton (Nueva Jersey), Estados Unidos, 9 de octubre de 1967) es un atleta estadounidense, especializado en la prueba de 50 km marcha, en la que llegó a ser medallista de bronce mundial en 1999.

## Carrera deportiva
En el Mundial de Sevilla 1999 ganó la medalla de bronce en los 50 km marcha, con un tiempo de 3:50:55 segundos, quedando tras el italiano Ivano Brugnetti y el ruso Nikolai Matiujin.